# Pasłęk
Pasłęk (udtale[ˈpaswɛŋk]; tidligere kendt på polsk som Holąd Pruski,  ( hør), gammelpreussisk: Pāistlauks) er en historisk by i det nordlige Polen, i powiat Elbląg i voivodskabet Warmińsko-mazurskie med 12.074(2021) indbyggere.

## Geografi
Byen ligger i de nordvestlige udløbere af det preussiske landskab Oberland (polsk Prusy Górne) på en bjergskråning i en højde af 48 meter over Østersøen  ved den lille flod Wąska (Weeske), som løber ud i søen Druzno (Drausensee)' ' efter ti kilometer, cirka 20 kilometer sydøst for Elbląg (Elbing) og 70 kilometer sydøst for Gdańsk

## Galleri
- Mølleporten (Brama Młyńska)
- Gotisk rådhus (Ratusz)
- St. Bartholomeus kirken Church
- Pasłęk slot
- Vandtårn
- Marias fødselskirke